# Carga nuclear efetiva
Muitas das propriedades de um átomo são determinadas pela quantidade de carga positiva "sentida" pelos elétrons exteriores deste átomo. Com exceção do hidrogênio, esta carga positiva é sempre menor que a carga nuclear total, pois a carga negativa dos elétrons nas camadas interiores neutraliza, ou "blinda", parcialmente a carga positiva do núcleo. Os elétrons interiores blindam os exteriores parcialmente do núcleo, assim, os exteriores "sentem" só uma fração da carga nuclear total.
A 'blindagem' é resultado das repulsões elétron-elétron, e seu resultado é a proteção (blindagem) dos elétrons quanto á carga nuclear total. No lítio, por exemplo, existem dois elétrons no orbital 1s que estão entre o núcleo e o elétron 2s. Assim, a carga sentida por esse último elétron, conhecida como carga nuclear efetiva, é menor do que a carga +3 do núcleo.
A carga nuclear efetiva percebida pelos elétrons exteriores é determinada principalmente pela diferença entre as cargas do núcleo e a carga total dos elétrons interiores. A carga nuclear efetiva pode ser determinada seguindo as Regras de Slater.

## Cálculo - As Regras de Slater
Para calcular o valor da carga nuclear efetiva usamos a seguinte equação:
{\displaystyle Z_{ef}=Z-S} ,onde S é a constante de blindagem
A regra de Slater separam os orbitais em grupos onde parcelas da blindagem S são somadas. Esses grupos são listados abaixo:
- Grupos: (1s); (2s, 2p); (3s, 3p); (3d); (4s, 4p); (4d); (4f); (5s, 5p), ... , (nd), (nf), (ns, np);

Assim as regras de Slater são:
1. Zero para qualquer grupo exterior, ou seja, a camadas acima a qual estamos analisando S = 0 para n + 1;
2. Soma-se a S, 0,35 para cada um dos outros elétrons do mesmo grupo que o elétron analisado, exceto no grupo 1s, no qual usa-se o valor 0,30;
3. Se o elétron considerado pertencer a um grupo (ns, np), cada elétron do nível (n – 1) contribui com 0,85;
4. Para cada elétron do nível (n – m, onde m > 1), cada um deles de níveis mais internos contribui com 1,00.
5. Para o elétron que pertencer a um grupo (nd) ou (nf), cada elétron de qualquer grupo mais internos (n – 1) contribui com 1,00.

Exemplos
H (Z = 1) {\displaystyle \longrightarrow 1s^{1}\longrightarrow Z_{ef}(1s)=} 1 – 0 = 1
Be (Z = 4) {\displaystyle \longrightarrow 1s^{2}2s^{2}\longrightarrow Z_{ef}(2s)=}  4 – [(1 x 0,35) + ( 2 x 0,85 )] = 1,95 
Ni (Z = 28){\displaystyle \longrightarrow 1s^{2}2s^{2}2p^{6}3s^{2}3p^{6}4s^{2}3d^{8}\longrightarrow Z_{ef}(4s)=} 28 - [ (1 x 0,35) + ( 16 x 0,85 ) + (10 x 1,00)] = 4,05
Mg (Z = 12) {\displaystyle \longrightarrow 1s^{2}2s^{2}2p^{6}3s^{2}\longrightarrow Z_{ef}(3s)=} 12 – [(1 x 0,35) + (8 x 0,85) + (2 x 1,00)] = 2,85